# Programul Campionatului Mondial de Fotbal 2014
Campionatul Mondial de Fotbal 2014 a fost un turneu internațional de fotbal care s-a desfășurat în Brazilia între 12 iunie și 13 iulie 2014. Cele 32 de selecționate calificate au jucat 64 de meciuri: 48 în faza grupelor, 8 în optimi, 4 în faza sferturilor, două semifinale, finala mică și finala. Zilele de pauză au fost distribuite pe tot parcursul turneului pentru a permite jucătorilor să se recupereze.
Orele de mai jos sunt UTC−3.
| Ziua              | Ora                    | Stadionul              | Faza                    | Faza                    | Nr. meciului            | Echipa 1                   | Rezultat                | Echipa 2                   |
| ----------------- | ---------------------- | ---------------------- | ----------------------- | ----------------------- | ----------------------- | -------------------------- | ----------------------- | -------------------------- |
| joi 12 iunie      | Evenimente preliminare | Evenimente preliminare | Evenimente preliminare  | Evenimente preliminare  | Evenimente preliminare  | Evenimente preliminare     | Evenimente preliminare  | Evenimente preliminare     |
| joi 12 iunie      | 15:15                  | Arena Corinthians      | Ceremonia de deschidere | Ceremonia de deschidere | Ceremonia de deschidere | Ceremonia de deschidere    | Ceremonia de deschidere | Ceremonia de deschidere    |
| joi 12 iunie      | Faza grupelor          |                        |                         |                         |                         |                            |                         |                            |
| joi 12 iunie      | 17:00                  | Arena Corinthians      | Prima rundă             | Grupa A                 | 1                       | Brazilia                   | 3–1                     | Croația                    |
| vineri 13 iunie   | 13:00                  | Arena das Dunas        | Prima rundă             | Grupa A                 | 2                       | Mexic                      | 1–0                     | Camerun                    |
| vineri 13 iunie   | 16:00                  | Arena Fonte Nova       | Prima rundă             | Group B                 | 3                       | Spania                     | 1–5                     | Țările de Jos              |
| vineri 13 iunie   | 19:00                  | Arena Pantanal         | Prima rundă             | Group B                 | 4                       | Chile                      | 3–1                     | Australia                  |
| sâmbătă 14 iunie  | 13:00                  | Estádio Mineirão       | Prima rundă             | Grupa C                 | 5                       | Columbia                   | 3–0                     | Grecia                     |
| sâmbătă 14 iunie  | 22:00                  | Arena Pernambuco       | Prima rundă             | Grupa C                 | 6                       | Coasta de Fildeș           | 2–1                     | Japonia                    |
| sâmbătă 14 iunie  | 16:00                  | Estádio Castelão       | Prima rundă             | Grupa D                 | 7                       | Uruguay                    | 1–3                     | Costa Rica                 |
| sâmbătă 14 iunie  | 19:00                  | Arena da Amazônia      | Prima rundă             | Grupa D                 | 8                       | Anglia                     | 1–2                     | Italia                     |
| duminică 15 iunie | 13:00                  | Estádio Nacional       | Prima rundă             | Group E                 | 9                       | Elveția                    | 2–1                     | Ecuador                    |
| duminică 15 iunie | 16:00                  | Estádio Beira-Rio      | Prima rundă             | Group E                 | 10                      | Franța                     | 3–0                     | Honduras                   |
| duminică 15 iunie | 19:00                  | Estádio do Maracanã    | Prima rundă             | Group F                 | 11                      | Argentina                  | 2–1                     | Bosnia și Herțegovina      |
| luni 16 iunie     | 16:00                  | Arena da Baixada       | Prima rundă             | Group F                 | 12                      | Iran                       | 0–0                     | Nigeria                    |
| luni 16 iunie     | 13:00                  | Arena Fonte Nova       | Prima rundă             | Grupa G                 | 13                      | Germania                   | 4–0                     | Portugalia                 |
| luni 16 iunie     | 19:00                  | Arena das Dunas        | Prima rundă             | Grupa G                 | 14                      | Ghana                      | 1–2                     | Statele Unite ale Americii |
| marți 17 iunie    | 13:00                  | Estádio Mineirão       | Prima rundă             | Grupa H                 | 15                      | Belgia                     | 2–1                     | Algeria                    |
| marți 17 iunie    | 19:00                  | Arena Pantanal         | Prima rundă             | Grupa H                 | 16                      | Rusia                      | 1–1                     | Coreea de Sud              |
| marți 17 iunie    | 16:00                  | Estádio Castelão       | A doua rundă            | Grupa A                 | 17                      | Brazilia                   | 0–0                     | Mexic                      |
| miercuri 18 iunie | 19:00                  | Arena da Amazônia      | A doua rundă            | Grupa A                 | 18                      | Camerun                    | 0–4                     | Croația                    |
| miercuri 18 iunie | 16:00                  | Estádio do Maracanã    | A doua rundă            | Grupa B                 | 19                      | Spania                     | 0–2                     | Chile                      |
| miercuri 18 iunie | 13:00                  | Estádio Beira-Rio      | A doua rundă            | Grupa B                 | 20                      | Australia                  | 2–3                     | Țările de Jos              |
| joi 19 iunie      | 13:00                  | Estádio Nacional       | A doua rundă            | Grupa C                 | 21                      | Columbia                   | 2–1                     | Coasta de Fildeș           |
| joi 19 iunie      | 19:00                  | Arena das Dunas        | A doua rundă            | Grupa C                 | 22                      | Japonia                    | 0–0                     | Grecia                     |
| joi 19 iunie      | 16:00                  | Arena Corinthians      | A doua rundă            | Grupa D                 | 23                      | Uruguay                    | 2–1                     | Anglia                     |
| vineri 20 iunie   | 13:00                  | Arena Pernambuco       | A doua rundă            | Grupa D                 | 24                      | Italia                     | 0–1                     | Costa Rica                 |
| vineri 20 iunie   | 16:00                  | Arena Fonte Nova       | A doua rundă            | Grupa E                 | 25                      | Elveția                    | 2–5                     | Franța                     |
| vineri 20 iunie   | 19:00                  | Arena da Baixada       | A doua rundă            | Grupa E                 | 26                      | Honduras                   | 1–2                     | Ecuador                    |
| sâmbătă 21 iunie  | 13:00                  | Estádio Mineirão       | A doua rundă            | Grupa F                 | 27                      | Argentina                  | 1–0                     | Iran                       |
| sâmbătă 21 iunie  | 19:00                  | Arena Pantanal         | A doua rundă            | Grupa F                 | 28                      | Nigeria                    | 1–0                     | Bosnia și Herțegovina      |
| sâmbătă 21 iunie  | 16:00                  | Estádio Castelão       | A doua rundă            | Grupa G                 | 29                      | Germania                   | 2–2                     | Ghana                      |
| duminică 22 iunie | 19:00                  | Arena da Amazônia      | A doua rundă            | Grupa G                 | 30                      | Statele Unite ale Americii | 2–2                     | Portugalia                 |
| duminică 22 iunie | 13:00                  | Estádio do Maracanã    | A doua rundă            | Grupa H                 | 31                      | Belgia                     | 1–0                     | Rusia                      |
| duminică 22 iunie | 16:00                  | Estádio Beira-Rio      | A doua rundă            | Grupa H                 | 32                      | Coreea de Sud              | 2–4                     | Algeria                    |
| luni 23 iunie     | 17:00                  | Estádio Nacional       | A treia rundă           | Grupa A                 | 33                      | Camerun                    | 1–4                     | Brazilia                   |
| luni 23 iunie     | 17:00                  | Arena Pernambuco       | A treia rundă           | Grupa A                 | 34                      | Croația                    | 1–3                     | Mexic                      |
| luni 23 iunie     | 13:00                  | Arena da Baixada       | A treia rundă           | Grupa B                 | 35                      | Australia                  | 0–3                     | Spania                     |
| luni 23 iunie     | 13:00                  | Arena Corinthians      | A treia rundă           | Grupa B                 | 36                      | Țările de Jos              | 2–0                     | Chile                      |
| marți 24 iunie    | 17:00                  | Arena Pantanal         | A treia rundă           | Grupa C                 | 37                      | Japonia                    | 1–4                     | Columbia                   |
| marți 24 iunie    | 17:00                  | Estádio Castelão       | A treia rundă           | Grupa C                 | 38                      | Grecia                     | 2–1                     | Coasta de Fildeș           |
| marți 24 iunie    | 13:00                  | Arena das Dunas        | A treia rundă           | Grupa D                 | 39                      | Italia                     | 0–1                     | Uruguay                    |
| marți 24 iunie    | 13:00                  | Estádio Mineirão       | A treia rundă           | Grupa D                 | 40                      | Costa Rica                 | 0–0                     | Anglia                     |
| miercuri 25 iunie | 17:00                  | Arena da Amazônia      | A treia rundă           | Grupa E                 | 41                      | Honduras                   | 0–3                     | Elveția                    |
| miercuri 25 iunie | 17:00                  | Estádio do Maracanã    | A treia rundă           | Grupa E                 | 42                      | Ecuador                    | 0–0                     | Franța                     |
| miercuri 25 iunie | 13:00                  | Estádio Beira-Rio      | A treia rundă           | Grupa F                 | 43                      | Nigeria                    | 2–3                     | Argentina                  |
| miercuri 25 iunie | 13:00                  | Arena Fonte Nova       | A treia rundă           | Grupa F                 | 44                      | Bosnia și Herțegovina      | 3–1                     | Iran                       |
| joi 26 iunie      | 13:00                  | Arena Pernambuco       | A treia rundă           | Grupa G                 | 45                      | Statele Unite ale Americii | 0–1                     | Germania                   |
| joi 26 iunie      | 13:00                  | Estádio Nacional       | A treia rundă           | Grupa G                 | 46                      | Portugalia                 | 2–1                     | Ghana                      |
| joi 26 iunie      | 17:00                  | Arena Corinthians      | A treia rundă           | Grupa H                 | 47                      | Coreea de Sud              | 0–1                     | Belgia                     |
| joi 26 iunie      | 17:00                  | Arena da Baixada       | A treia rundă           | Grupa H                 | 48                      | Algeria                    | 1–1                     | Rusia                      |
| vineri 27 iunie   | Zi de odihnă           | Zi de odihnă           | Zi de odihnă            | Zi de odihnă            | Zi de odihnă            | Zi de odihnă               | Zi de odihnă            | Zi de odihnă               |
| sâmbătă 28 iunie  | Faza eliminatorie      | Faza eliminatorie      | Faza eliminatorie       | Faza eliminatorie       | Faza eliminatorie       | Faza eliminatorie          | Faza eliminatorie       | Faza eliminatorie          |
| sâmbătă 28 iunie  | 13:00                  | Estádio Mineirão       | Optimi                  | Optimi                  | 49                      | Brazilia                   | 1–1 d.p. (3–2 pen.)     | Chile                      |
| sâmbătă 28 iunie  | 17:00                  | Estádio do Maracanã    | Optimi                  | Optimi                  | 50                      | Columbia                   | 2–0                     | Uruguay                    |
| duminică 29 iunie | 13:00                  | Estádio Castelão       | Optimi                  | Optimi                  | 51                      | Țările de Jos              | 2–1                     | Mexic                      |
| duminică 29 iunie | 17:00                  | Arena Pernambuco       | Optimi                  | Optimi                  | 52                      | Costa Rica                 | 1–1 d.p. (5–3 pen.)     | Grecia                     |
| luni 30 iunie     | 13:00                  | Estádio Nacional       | Optimi                  | Optimi                  | 53                      | Franța                     | 2–0                     | Nigeria                    |
| luni 30 iunie     | 17:00                  | Estádio Beira-Rio      | Optimi                  | Optimi                  | 54                      | Germania                   | 2–1 d.p.                | Algeria                    |
| marți 1 iulie     | 13:00                  | Arena Corinthians      | Optimi                  | Optimi                  | 55                      | Argentina                  | 1–0 d.p.                | Elveția                    |
| marți 1 iulie     | 17:00                  | Arena Fonte Nova       | Optimi                  | Optimi                  | 56                      | Belgia                     | 2–1 d.p.                | Statele Unite ale Americii |
| miercuri 2 iulie  | Zile de odihnă         | Zile de odihnă         | Zile de odihnă          | Zile de odihnă          | Zile de odihnă          | Zile de odihnă             | Zile de odihnă          | Zile de odihnă             |
| joi 3 iulie       | Zile de odihnă         | Zile de odihnă         | Zile de odihnă          | Zile de odihnă          | Zile de odihnă          | Zile de odihnă             | Zile de odihnă          | Zile de odihnă             |
| vineri 4 iulie    | 17:00                  | Estádio Castelão       | Sferturi                | Sferturi                | 57                      | Brazilia                   | 2–1                     | Columbia                   |
| vineri 4 iulie    | 13:00                  | Estádio do Maracanã    | Sferturi                | Sferturi                | 58                      | Franța                     | 0–1                     | Germania                   |
| sâmbătă 5 iulie   | 17:00                  | Arena Fonte Nova       | Sferturi                | Sferturi                | 59                      | Țările de Jos              | 0–0 d.p. (4–3 pen.)     | Costa Rica                 |
| sâmbătă 5 iulie   | 13:00                  | Estádio Nacional       | Sferturi                | Sferturi                | 60                      | Argentina                  | 1–0                     | Belgia                     |
| duminică 6 iulie  | Zile de odihnă         | Zile de odihnă         | Zile de odihnă          | Zile de odihnă          | Zile de odihnă          | Zile de odihnă             | Zile de odihnă          | Zile de odihnă             |
| luni 7 iulie      | Zile de odihnă         | Zile de odihnă         | Zile de odihnă          | Zile de odihnă          | Zile de odihnă          | Zile de odihnă             | Zile de odihnă          | Zile de odihnă             |
| marți 8 iulie     | 17:00                  | Estádio Mineirão       | Semifinale              | Semifinale              | 61                      | Brazilia                   | 1–7                     | Germania                   |
| miercuri 9 iulie  | 17:00                  | Arena Corinthians      | Semifinale              | Semifinale              | 62                      | Țările de Jos              | 0–0 d.p. (2–4 pen.)     | Argentina                  |
| joi 10 iulie      | Zile de odihnă         | Zile de odihnă         | Zile de odihnă          | Zile de odihnă          | Zile de odihnă          | Zile de odihnă             | Zile de odihnă          | Zile de odihnă             |
| vineri 11 iulie   | Zile de odihnă         | Zile de odihnă         | Zile de odihnă          | Zile de odihnă          | Zile de odihnă          | Zile de odihnă             | Zile de odihnă          | Zile de odihnă             |
| sâmbătă 12 iulie  | 17:00                  | Estádio Nacional       | Finala mică             | Finala mică             | 63                      | Brazilia                   | 0–3                     | Țările de Jos              |
| duminică 13 iulie | 14:20                  | Estádio do Maracanã    | Ceremonia de închidere  | Ceremonia de închidere  | Ceremonia de închidere  | Ceremonia de închidere     | Ceremonia de închidere  | Ceremonia de închidere     |
| duminică 13 iulie | 16:00                  | Estádio do Maracanã    | Finala                  | Finala                  | 64                      | Germania                   | 1–0 d.p.                | Argentina                  |